# Vojslavický most
Vojslavický most (někdy též dvojmost u Koberovic nebo dvojmost u Píště) je stavba vybudovaná nad údolím řeky Želivky severozápadně od Humpolce. Lokalitou byla ve třicátých letech 20. století naplánována dálnice, jež spojovala tehdejší Československo v západo-východním směru. Tok řeky zde překonávala po mostě, jehož výstavba proběhla v roce 1942. Po napadení Sovětského svazu Německem během druhé světové války (22. června 1941) ovšem stavební práce na dálnici ustaly. Po válce sice byly práce opětovně obnoveny, nicméně roku 1950 budování dálnice úplně skončilo.
Rostoucí intenzity dopravy však během šedesátých let 20. století podnítily obnovu prací na výstavbě dálnice. Její trasa zde měla podle původního projektu vést k mostu ve sklonu 6 %. Ten ale již poválečné technické normy neumožňovaly a limitovaly maximální stoupání či klesání hodnotou 4,5 %. Proto se vybudovaná stavba u Vojslavic v tehdejší podobě již nedala využít. Řešení přineslo postavení nového mostu z oceli nad existující stavbu, který sice využívá pilířů stávajícího mostu, ale jeho mostovka se nachází o dvanáct metrů výše. Zvolené řešení umožnilo dálnici sklon ve výši 4,2 %, čímž normám vyhověla.
Po horním mostě vede dálnice D1, po spodním, který je stále v provozu, silnice III/13036 spojující Vojslavice s Hořicemi. Objekt byl kulturní památkou České republiky.